# Leo Reis
Roland Leo Reis, född 15 april 1926 i Malmö, död 21 augusti 2001 i Vellinge, svensk konstnär.

## Biografi
Leo Reis var son till skyltmålaren Robert Ferdinand Reis och Francis Gustavsson. Han studerade på Skånska målarskolan i Malmö 1940-1942 och Valand i Göteborg under Nils Nilssons ledning 1943-1944. Han inhämtade även internationella erfarenheter genom studieresor till Frankrike, Italien och Spanien. Hans tidiga motiv var naturalistiska porträtt, landskap och stilleben i olja. Med tonvikten lagd på en själslig människotolkning sökte han ofta vemodigt drömmande, inåtvända och asketiska modeller, som han gestaltade med en koloristisk finess och sensibilitet. Vid sitt första framträdande på Skånes konstförenings höstutställning 1944 omnämndes han som en av de mest lovande debutanterna.
Vid tiden runt 1950 bröt han tvärt med denna konst och övergick till konkreta figurkompositioner i olja. En central utgångspunkt var att studera ljusbrytningar, spänningar och rörelser i rummet. Han utgick ifrån realistiska formelement som ribbor, ramverk och kassetter, där det gyllene snittet kom att spela en viktig roll. Han gled så småningom över till en mer associationsfri form med stark förenkling och renodling av bildelementen. Det koloristiskt finstämda bibehöll han till en början, men mot slutet av 1950-talet visade han prov på ett hårdare och kyligare grepp. Han utforskade olika medier såsom papper och frigolit, samt experimentellt färgfotografi och film. Hans arbetssätt är gemensamt med vad som har skapats av Herbin, Vasarely, Baertling, Agam och kanske man också kan ana Doesburg och Albers som föregångare.
Leo Reis var bland de svenskar som redan omkring 1950 anslöt till den konkreta konstens ideal. Han hade dock inte något egentligt samarbete med andra vid tiden framträdande konkretister i Sverige såsom Olle Baertling, Olle Bonnier, Pierre Olofsson och Lennart Rodhe. Under 1900-talets senare hälft utmärkte sig Leo Reis med sin särprägel bland svenska konstnärer vilket framgår i Thomas Millroths genomgång av den svenska bildkonsten 1950-1975 där han omnämns som "den märklige malmökonstnären". Han undervisade även i måleri vid ABF i Malmö. Leo Reis tillhörde Auragruppen och Konkret konstruktivism i Skåne.
Leo Reis var även verksam inom experimentell film som regissör och producent. Han står ut som en av de mest originella filmskaparna i den svenska experimentfilmens historia. Genom experimenterade med speglar och prismor skapade Leo Reis abstrakt film i sin studio på Torups slott i Skåne och senare i sin verkstad i Malmö. Han producerade två filmer - Metamorfoser (1961) och Räta vinklars puls (c:a 1977). Kortfilmen Metamorsfoser är en abstrakt färgfilm om form i rytmisk rörelse, undergående oavbrutna förvandlingar. Filmen ackompanjeras av musik, komponerad av Sven-Eric Johanson. Räta vinklars puls är en tyst inspelning av två geometriska ytor i rörelse.
Leo Reis designade tyger för Contempora i Malmö och vid BO 54-utställningen i Lund 1954 inredde Leo Reis en av lägenheterna i Selvaaghusen på Väster. På flera offentliga platser finns utsmyckningar av Leo Reis, såsom Malmö centralstation och Malmö Borgarskola.

## Utmärkelser
Leo Reis har tilldelats Skånes konstförenings stipendium 1947 och Malmö stads kulturstipendium 1975.
Leo Reis fick en premie från Statens Filmpremienämnd för Metamorfoser 1961. Beslutet att ge premien till Leo Reis möttes av kraftig kritik då han ansågs vara en amatör och inte en riktig filmskapare.

## Verk
Leo Reis är representerad på bland annat Malmö museum och Ystads konstmuseum.  
Leo Reis deltog återkommande i Skånes konstförenings utställningar under perioden 1944-1949. Han har därutöver ställt ut flitigt i Sverige och internationellt, bland annat i Stockholm Modern konst i hemmiljö 1945, Göteborg (God konst) 1949, Malmö Malmö museum 1951, Stockholm (Galleri Brinken) 1951, Malmö (utställning av tygtryck på Malmö museum) 1956, Köpenhamn (Den frie Udstillning) 1958, Stockholm Moderna museet 1981, Lomma (Galleri Tellus) 1981. Kortfilmen Metamorfoser har visats publikt på världsutställningen i Seattle 1962, samt på Moderna museet i Stockholm på utställningen Optisk arkitektur 1981.
Offentlig utsmyckning av Leo Reis finns på flera platser, däribland Malmö centralstation utfört 1975 och Malmö Borgarskola.